# Färgmedvetenhet
Färgmedvetenhet (engelska: Color consciousness) är ett begrepp som används i USA för att beskriva en medvetenhet om och ett fokus på hudfärg och etnicitet som en viktig faktor i samhället. Som teori innebär färgmedvetenhet att jämlikhet inför lagen inte är tillräckligt för att ta itu med ojämlikheter mellan olikfärgade människor i samhället. Teorin avvisar konceptet om grundläggande mänskliga skillnader beroende av exempelvis hudfärg, men hävdar att fysiska skillnader som hudfärg kan och faktiskt påverkar vissa människors livsmöjligheter negativt. I fallet Regents of the University of California mot Bakke anförde 1978 justitieråd Harry Blackmun, vid USA:s högsta domstol: "För att komma bortom rasismen måste vi först ta hänsyn till ras. Det finns ingen annan väg. Och för att behandla vissa personer lika måste vi behandla dem olika."
Begreppet färgmedvetenhet används ofta i debatter om rasism och social rättvisa.

## Bakgrund
Bakgrunden till begreppet kan spåras till diskussioner om rasdiskriminering och rasism i USA under 1900-talet, där aktivister och forskare argumenterade för att det var viktigt att uppmärksamma och adressera de ojämlikheter och orättvisor som förekom på grund av hudfärg och etnicitet. Begreppet har också influerats av teorier om identitet, inklusive identitetspolitik, som betonar att människors identiteter är viktiga för deras upplevelse av världen och deras sociala ställning.

## Reaktion mot färgblindhet
Färgmedvetenhet betraktas ibland som en reaktion mot det begreppet "färgblindhet", som innebär att man förnekar betydelsen av hudfärg och etnicitet i samhället och förespråkar en värld där alla behandlas lika oavsett deras bakgrund. Förespråkare för färgmedvetenhet hävdar att färgblindhet kan förbise de orättvisor och den diskriminering som finns i samhället och att det är viktigt att uppmärksamma och erkänna olikheter för att kunna arbeta för rättvisa och jämlikhet.

## Perspektiv och kritik
När det gäller lagstiftning kan färgmedvetenhet användas för att argumentera för politiska förslag och policyförändringar som är inriktade på att minska ojämlikheter och diskriminering på grund av hudfärg och etnicitet. Det kan också påverka synen på rasism och omvänd rasism, där vissa hävdar att det är omöjligt för utsatta grupper att vara rasister eftersom rasism innebär att ha makt och privilegium. Det är ett perspektiv som inte står oemotsagt där ståndpunkten är att det är viktigt att erkänna att alla kan vara rasister oavsett deras bakgrund och maktställning. Kritiken är mångfacetterad, såsom att färgmedvetenhet kan bidra till att skapa en ökad fokusering på hudfärg och etnicitet, vilket kan förstärka existerande socioekonomiska och sociokulturella orättvisor samt leda till en snävare förståelse av samhällsproblem och lösningar. Även kritik mot ett för snävt fokus på hudfärg och etnicitet har framförts, som riskerar förstärka en essentialistisk syn på identitet och bidra till en "rasifierad" världsbild. Kritiken kan kopplas till debatten om identitetspolitik och ökad polarisering och splittring i samhället.